# بدون تو ۲
بدون تو ۲ (به هندی: Tum Bin II) فیلمی محصول سال ۲۰۱۶ و به کارگردانی آنوبهاو سینها است. در این فیلم بازیگرانی همچون آدیتیا سیال، نها شارما، کانوالجیت سینگ، آشیم گولاتی، سونیا بالانی، مهر ویج، مونی روی، نیها کاکار و سندالی سینها ایفای نقش کرده‌اند. این فیلم بازسازی فیلم بدون تو است.